# 晋察冀边区

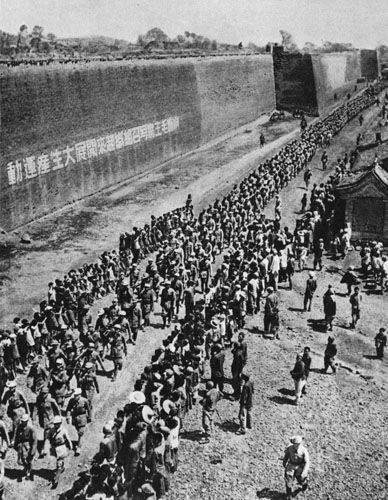
1945晋察冀边区第六团和灵邱城民兵的进攻下，光复日军占领的山西灵邱县城。

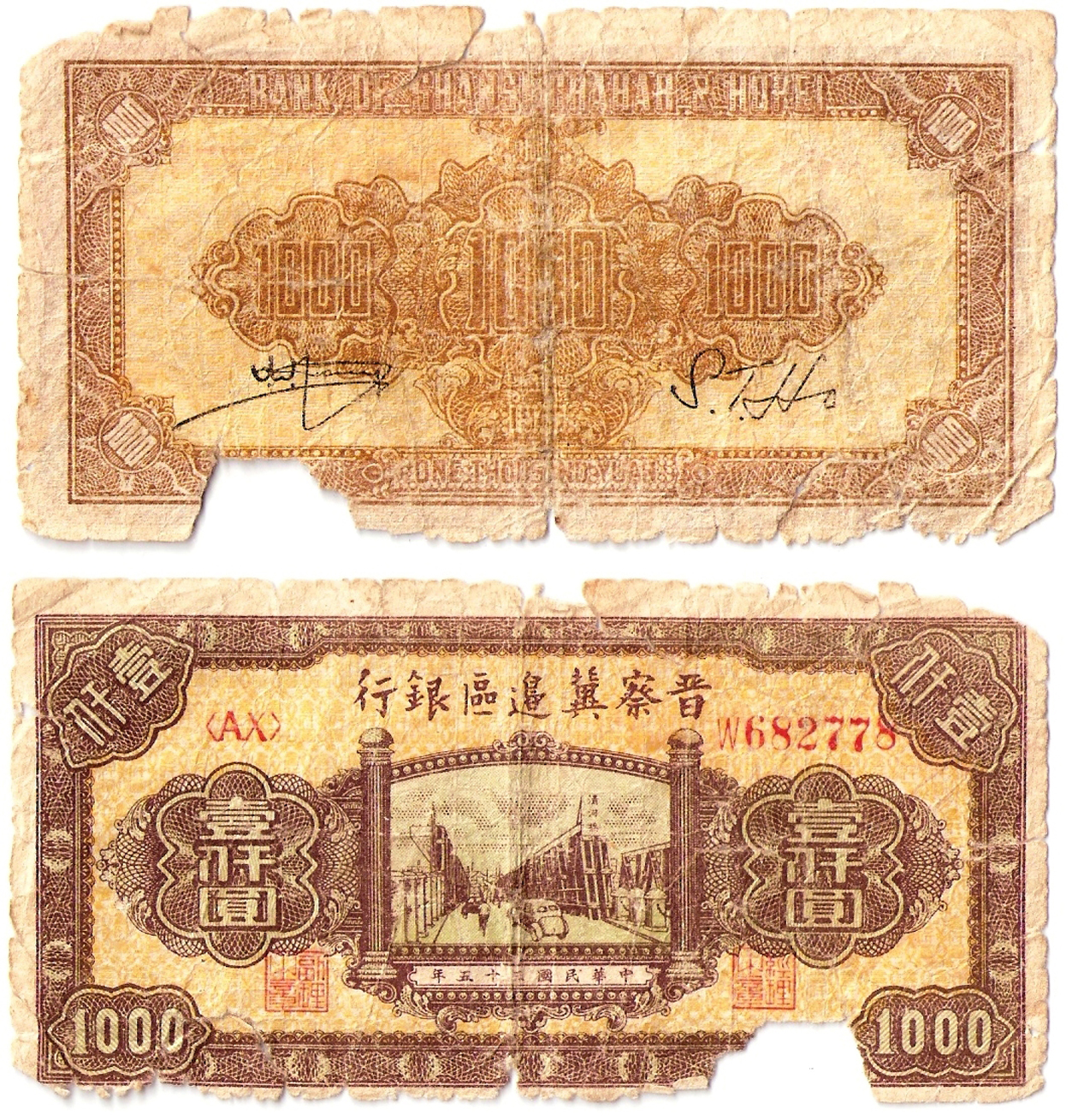
晋察冀边区银行发行的壹仟圆钞票，钞票上印制的日期为“中華民國三十五年”（1946年）。

晋察冀边区是在中国抗日战争期间在山西（晋）、察哈尔省（察）、河北（冀）接壤的地区建立的一个以中国共产党为主导的政权。至第二次国共内战期间，演变为晋察冀解放区。

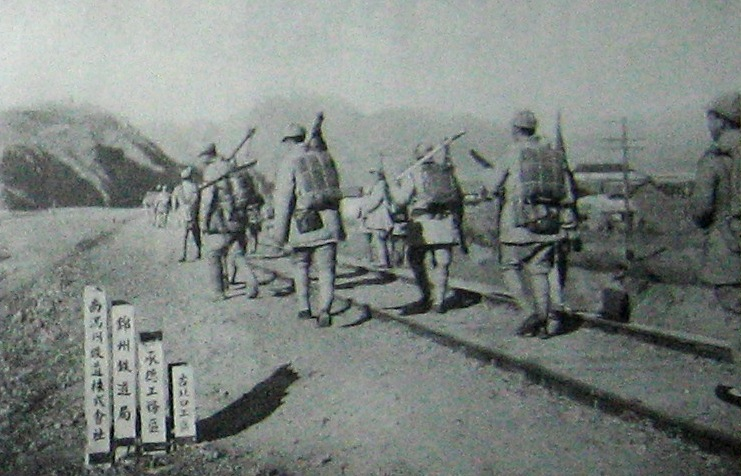
1945年晋察冀部队沿铁路北上，經過錦州鐵道局路牌

晋察冀边区地处同蒲线以东，正太线、石德线以北，张家口、多伦、宁城、锦州一线以南，东临渤海。行政上划分（1942年时）为北岳、冀中、冀察、冀热辽四个区。区内除冀中大平原外，大多是山岳地带。总面积二十万平方公里，人口二千五百万。政府常驻阜平县及其周边地区，抗战胜利后转到张家口。

## 建立
1937年7月7日七七事变爆发，中国全面抗战开始。在西安事变之后被改编为国民革命军八路军的中国共产党的军队在同年9月从其根据地陕北东渡黄河，开入山西、河北交界的五台山地区。9月25日，八路军主力一一五师取得平型关、阳明堡大捷。之后10月，八路军总司令部离开五台山，一一五师副师长兼政治委员的聂荣臻奉命留下建立根据地，展开游击战。其麾下有杨成武的一个独立团、一个骑兵营（连长蔡顺礼、刘云彪），另有两个连及一批军政干部，约二千人。1937年11月7日，成立晋察冀军区，聂荣臻任司令员兼政治委员，唐延杰任参谋长，舒同任政治部主任。他们迅速占领了冀西北、察南、晋东北多个县城。
同时，原东北军的国民革命军五十三军六九一团，在团长吕正操率领下趁国军南撤脱离五十三军，建立冀中根据地。
在此地区大部分国民政府官员撤走或投降，晋东北区政治主任公署主任兼五台县县长的宋劭文、盂县县长胡仁奎留下进行游击战。
1937年12月5日，阜平城里正式挂起了“晋察冀边区军政民代表大会筹备处”的牌子。
1938年1月山西省第一行政督察专区专员、牺盟会第一区政治主任、五台县县长宋劭文致电阎锡山：

     第二战区阎司令长官世电略开：
     兹会程司令长官上军委会行政院一电，文曰：“据第一区政治主任宋劭文电称：‘所辖各县与冀察临境各县自敌军深入后，与主管省府断绝联络，职亲往冀西察南与当地军政长官晤商联系办法，咸愿成立晋察冀边区行政委员会，设主任委员副主任委员各一人，委员若干人，下设秘书、民、财、教、实五处，受战区司令长官之指挥，办理本区统一军事行政组训民众发展游击战争等事，逐渐向敌人后方深入，收复失地，由会委任县长以资管理。仰蒙俯准，请转电中央备案，并请委派职员以利进行”等语，经锡山等往覆电商，该主任所称各节，在敌寇包围中，暂行树立政权，于牵制敌人收复失地当不无裨补。至各项人选，查政治主任宋劭文，盂县县长胡仁奎，太原绥署参事刘奠基，山西省府秘书李杰庸，政治主任公署秘书娄凝先，蔚县县长张苏，军区司令聂荣臻，保定行营民训处特派员孙志远，五十三军团长吕正操等九人，现均在该区担任军政及组训民众，拟以该九人任委员，并拟以宋劭文为主任委员兼财政处长，胡仁奎为副主任委员兼民政处长，刘奠基兼教育处长，张苏兼实业处长，娄凝先兼秘书长。以上各员已在该区奋斗数月，均具救国热忱，如蒙指派，当益加奋勉。唯事关创设，可否暂予照准，一俟军事底定，即行裁撤之处，敬请核示等语”兹奉军委会覆电开‘马子电悉，所请成立晋察冀边区行政委员会及该会组织人选均照准，晋察冀边区行政委员会归阎司令长官指挥，特电遵照，等因，合电仰该员等一体遵照、即日组织成立。”

1938年1月21日第二战区司令长官阎锡山会同第一战区司令长官程潜致电国民政府行政院、军委会(马子电)，呈报成立晋察冀边区行政委员会及其人选，并“请核示”。1938年1月31日军委会及行政院复电“均照准”。至此，晋察冀边区行政委员会，不仅经过了边区军政民代表大会的民主选举，而且得到了第二战区、第一战区司令长官和国民政府行政院、军委会的正式批准，取得了合法地位，晋察冀边区临时行政委员会的名称去掉了“临时”二字，主席改称主任委员，各厅改为处。 
1938年1月10日在阜平县召开晋察冀边区第一届军政民代表大会。1月15日，大会选举产生了边区最高行政机关—晋察冀边区行政委员会(即边区政府)，以聂荣臻、宋劭文、胡仁奎、张苏、刘奠基、吕正操、孙志远、娄凝先、李杰庸等九人为委员，以孟阁臣、王斐然、张仲翰等三人为候补委员。宋劭文为主任委员，胡仁奎为副主任委员。晋察冀边区划分为三个行政区，设立三个政治主任公署。 
- 晋东北政治主任公署/不久改为晋东北行政督察专员公署：主任宋劭文兼。计有二十个县。1939年5月在灵丘成立的战动总会“察南雁北办事处”组建了办事处下辖的4个敌区工作团，分赴到浑源、灵丘、广灵、应县开辟工作。办事处主任原由焦国鼎担任，王仁山任副主任。6月底王仁山兼任灵丘县政府秘书、代理县长。1939年8月，阎锡山为争夺地盘，从该区内划出雁北几个县（灵丘、广灵、怀仁、大同、应县、浑源、山阴等），成立山西省第十一专署，委任白志沂为专员兼保安司令。晋察冀边区行政委员会为抵制这一行动，加强雁北察南地区，于1939年9月22日设置边区政府“察南雁北办事处”。调冀西一专署专员王斐然任办事处主任，王仁山为教育科科长。1939年10月，在打退国民党第一次反共高潮的斗争中，白志沂被赶跑，该处即暂为边区第十一专署。
- 冀西政治主任公署：1937年10月6日，直中特委秘书长李德仲和北方局代表栗再温组成冀西特委，从井陉来到洪子店镇，与平山县委、刘道生、陈宗尧率领120师战地服务团接上关系，开展工作。特委对外称冀西民训处，设书记、组织部长。冀西政治主任张苏兼。1938年秋开始下设三个专署。1938年底冀西政治主任公署撤销，各专署由边区行政委员会直辖。
  - 冀西一专署：涞源、徐水、易县、满城、蔚县等，专员王斐然/陈一凡
  - 冀西二专署：唐县、望都、完县、阜平、曲阳、定县等，专员张冲。1946年5月，冀晋四分区、地委并入，辖正定、望都、定北（县佐）、唐县、曲阳、阜平、行唐、灵寿、正定、平山、获鹿、井陉、建屏13个县委。1947年5月恢复了四分区、四地委。
  - 冀西三专署：平山、灵寿、行唐、井获、正定等县，专员徐达本。晋察冀第四军分区成立。改称中共晋察冀四分区特委，属晋察冀省委领导。1938年，特委领导平山、井陉、获鹿、盂县、平定、寿阳、阳曲、灵寿、正定、新乐、行唐11个县委。1939年1月，改称为晋察冀四地委。1939年秋，地委所属有平山、井陉、建屏、平定、灵寿、正定、行唐7个县委。1946年5月并入三地委、三分区。1947年5月恢复了四分区、四地委，辖平山、建屏、行唐、灵寿、井陉、正定、获鹿7个县委。1949年1月改为察哈尔省委建屏地委。1949年8月并入石家庄地委。
  - 冀西四专署：1939年2月肖克的冀热察挺进军在平西成立，3月7日在平西设置四专署。辖涞涿、昌宛、宣涿怀四个联合县政府。专员杜伯华。
- 冀中政治主任公署：1938年4月1日在安平设立。主任吕正操，副主任李耕涛。1938年秋下设四个专署。1939年2月，在日军对冀中实行五次围攻的危急形势下，各专署独立，专员不再兼任县长，专署辖区与军分区一致。1940年3月20日，冀中政治主任公署撤销，改设冀中行署，代行行政委员会职能，主任吕正操，副主任徐达本/吴砚农。
  - 冀中一专署：河间、深县、武强、饶阳、肃宁、献县、青县、交河、沧县，专员兼河间县县长冯钧；
  - 冀中二专署：蠡县、安平、深泽、无极、定县、安国、博野、正定、新乐等，专员兼因县县长王文仲；
  - 冀中三专署：文安、新镇、安次、霸县、永清、静诲、大城、任丘等，专员兼文安县县长仇友文
  - 冀中四专署：雄县、固安、新城、容城、徐水、安新、新安、高阳、清苑等，专员兼雄县县长韩德三。1939初，郑厚庵继任四专署专员兼高阳县县长。
  - 冀中五专署，1939年2月增设。辖锥县、固安、新城、水清、霸县、安次、新镇、静海等县，专员李风林。

边区成立后，1938年2月为了配合国军正面作战，对平汉路等交通干线实施破袭战。同年秋粉碎了日军五万人的25路大“扫荡”。1939年11月在反“扫荡”战斗中击毙日军中将阿部规秀，这是抗战中第一个击毙的日军中将。1940年，聂荣臻指挥晋察冀边区46个团参加百团大战。
抗日战争时期，晋察冀边区行政委员会驻地一度设于山西省五台县射虎川台麓寺，该寺规模宏大，为清代行宫。1938年2月5日，边区政府自河北阜平迁驻台麓寺，边区高级法院驻五台县奶奶庙，边区银行驻石咀普济寺，其印刷厂设在金岗库蛤蟆石古佛寺。边区政府又在台麓寺天王殿之东，建起六棱锥形的烈士塔，高9米。1938年秋，日军进攻晋察冀边区，边区政府撤离台麓寺返驻阜平。日军放火焚毁台麓寺，仅存三间天王殿，边区政府所建烈士塔未受损毁。
白求恩在中国的主要时间1938年到1939年就是在晋察冀边区工作，也牺牲在那里。
1939年4月在完县神南镇从军区供给部（部长查国桢）分出成立晋察冀军区工业部，部长刘再生（日本东北帝国大学机械专业留学）。把军区、分区所属的修械所集中编为第1至第6修械所，前4家负责修理枪支，后两家分别负责复装子弹、八二迫击炮弹；1939年11月日军旅团长阿部规秀就是被八二迫击炮炸死。1939年9月杨成任军工部政委。工业部陆续设立了工艺科、财务科、管理科、供给科、警卫排。1939年10月集中来自平津保的七名技术知识分子组建了工业部技术研究室：张方、胡大佛、张奎元、朱心德、黄锡川、韦彬、任一宇，研究如何修理、复装子弹炮弹，代理主任张方，分为机械组与化学组各有3人。张方领导主持了制造硫酸（用民间的大号酸菜缸代替铅室）与无烟火药。1940年1月修械所改为连队建制，称为工业部第某连。1940年4月在唐县清虚山黄石口乡茶叶庄村王家庄自然村的大岸沟用在灵寿县岗北村定制的大型瓷缸的“缸塔法”规模化生产硫酸的化学厂。用硫酸与火硝蒸出了浓硝酸。张珍向聂荣臻司令员报喜时：“聂荣臻同志说这些同志都是“土专家”。我就对他说，这些同志有清华、北大、南开的，还有留学的，怎么是 “土专家”呢？聂荣臻同志说，当然是 “土专家”呀！外国工厂都是用特殊钢材，设备才能搞成的，而你们什么也没有，就把硫酸、硝酸生产出来了，把药品问题解决了，炸药问题也解决了，不是“土专家”是什么？聂司令员所说的 “土专家”，就是说用土办法，用瓷缸做设备，生产出的硫酸比用特种金属生产出来的产品纯度还高。”1940年6月30日，彭德怀、左权致电聂荣臻：“你们已能自造硫酸、硝酸，这是我们工业建设上一大进步，也是解决工业建设特别是兵工工业建设之主要关键。”1940年7月成立了第七连生产手榴弹、矿工队负责采煤采铁炼铁。1941年1月技术研究室搞出了用硝化棉制造单基无烟发射药。1941年2月16日《晋察冀军区关于制造硫酸与无烟药给彭德怀、左权并报毛泽东、王稼祥的电报》，将硫酸、无烟药、以脱、硝化棉、灰口铁制造方法报告中央与八路军总部。1941年在神南镇五一大会上，给技术人员每人发一支自来水笔，一身细布军装；对研制有突出贡献的发了铜质奖章“模范奖章”或“有功人员”。天津永利碱厂工程师孟益堂到边区后任酒精厂长，1941年成功的用大枣发酵酿造出烧酒，再蒸馏出纯度为百分之七十以上的酒精。1941年底，研究如何生产子弹壳。用割来的电线和收集的铜钱，坩埚熔化蒸出金属锌，剩下的精铜电解制成纯铜，再将纯铜、纯锌配成合金，经过铸片、冲压，制成子弹壳。至此，晋察冀已经能全自制子弹（包括弹壳、弹头、发射药）。1942年5月聂荣臻、唐延杰给彭德怀、左权、叶剑英电报《关于晋察冀军工情况》：“一月筹备子弹厂，三月已经出成品。……每月完成子弹35000粒。……第十所对于炮弹质量上，有很多进步，保证百分之百打响，克服出口就落的毛病。无有臭子的情况，改变出口即炸的情况，但准确性很差。”1942年10月，边区政府工矿管理局合并到军区工业部，工矿局局长张珍任工业部副部长兼任技术研究室主任。1942年有11个连队（修械所）、3个化学厂、1个矿工队的规模。由于硫酸硝酸蒸汽的腐蚀，化学厂女工的衣服最破，外号“花子队”，从绝大多数是文盲实现了全部扫盲。长征三号运载火箭副总设计师王之任就是化学厂女工出身。抗战胜利前夕，1945年7月23日程子华、耿飚给中央军委电报《关于晋察冀军火生产数目》称，在七、八、九三个月份可生产硝酸钾27000斤（可制造炸药30000斤）、硝酸甘油1000斤，可制炸药25000斤、硝化纤维素2700斤，可制炸药27000斤。工业部已经有员工5000人。
1939年6月25日，晋察冀边区公安部在河北省阜平县花山村正式成立，李波任部长，谢苏任秘书室主任，下设
- 秘书股，股长田春林，
- 一科社会科，科长黎云；
- 二科司法科，科长史建民；
- 三科教育科，科长吴士杰；
- 警卫大队，大队长陈文哲、指导员杨子清。
- 冀西公安分局局长冯骥，下辖平西专署公安督察处
- 冀中公安分局
- 冀东公安分局
- 晋东北公安分局

## 发展
1941年到1942年，日伪军队对晋察冀边区发动“铁壁合围大扫荡”、“五一大扫荡”和大规模“肃正作战”，修筑大量道路、封锁沟、据点。晋察冀边区则派出“武装工作队”深入敌后作战。晋察冀边区的生产条件落后，又有日伪威胁，发展生产不易。边区政府通过开展减租减息、建立互助组织、民主选举等手段得以在艰苦战争环境下发展生产。
1941年4月1O日，边委会颁布《公安局暂行条例》，规定边区设公安总局，下设分局，专区设公安管理处，县设公安局（分为一等局、二等局），县辖区设正副治安员，村设治安员。 
1942年9月晋察冀军区编制：
- 司令员兼政委聂荣臻，副司令员肖克，副政治委员刘澜涛与程子华
- 司令部参谋长唐延杰，第1科科长唐永健
- 政治部主任舒同，政治部副主任朱良才
- 锄奸部部长余光文
- 敌工部部长厉男
- 总务处处长吴志远
- 工业部部长刘再生 政治委员杨成 副部长张珍
- 军区教导团团长郑维山 政治委员兼政治处主任方国华 参谋长刁生荣
- 第1军分区司令员杨成武 政治委员罗元发 副司令员高鹏 参谋长徐德操
  - 第1团团长 邱蔚     政治委员陈海涵      参谋长 晨光
  - 第3团团长 肖应棠     政治委员王平民    副团长 赖庆尧     政治处主任 朱则（？）
  - 第6团团长 肖思明   政治委员杜文达      副团长 谢国仪    政治处主任 尚英
  - 第20团团长 陈宗坤     政治委员李振声
  - 第25团团长 宋学飞    政治委员张如三       副团长 陈焕
  - 第1区队区队长 齐景武      政治委员 张培兴
  - 第2区队区队长 马辉      政治委员 黄连秋      副区队长 黄伯峰
  - 第3区队区队长 曾雍雅      政治委员 史进前      副区队长 张钦南
  - 第10区队区队长 刘柏松     政治委员 杨银声       副区队长 宋维藩
  - 雁北支队支队长 刘苏      政治委员 王 纯      副支队长 贾靖宇
- 第2军分区司令员 郭天民       政治委员 赵尔陆    参谋长 赵冠英 政治部主任 汪之力     副参谋长 熊德臣
  - 第4团团长 甘炎林     政治委员 黄 文     参谋长 周 宏     政治处主任 谢 明
  - 第19团团长 刘桂云      政治委员 廖鼎祥      参谋长 马青山
  - 第34团团长 林必然       政治委员 陈炎清     参谋长 李棠绩
  - 第4区队区队长 曾美      政治委员 智生元
  - 第5区队区队长 何能彬      政治委员 齐 钟
- 第3军分区司令员 黄永胜    政治委员 王 平    副司令员 詹才芳    参谋长 唐子安    政治部主任 王宗槐
  - 第2团团长 李湘       政治委员 黄文明
  - 第41团团长 伍生荣      政治委员 赵乃禾
  - 第42团团长 李进才     政治委员 熊光焰      参谋长 金 钟      政治处主任 耿习舟
  - 骑兵团团长李钟奇      政治委员 曾海廷
  - 第6区队区队长 赵国泰     政治委员 喻忠良
  - 第7区队区队长 李光辉      政治委员 李光辉（兼）
- 第4军分区司令员 邓华    政治委员 刘道生    副司令员 郑维生    参谋长 易耀彩    政治处主任 王紫峰 来源请求
  - 第5团团长 王耀南    政治委员 肖锋    副团长 陈开禄    参谋长 李 镜    政治处主任 于英川
  - 第35团团长 曾保堂       政治委员 金行生      参谋长 唐丕光
  - 第36团团长 罗发明       政治委员 郭书明       参谋长 刘复生
  - 第8区队区队长 彭龙飞     政治委员 邓可运       副区队长 韩志凤
  - 第9区队区队长 张荣     政治委员 钟炳昌       副区队长 丁荣旋      作训参谋 乔雨生
- 第11军分区司令员 黄寿发     政治委员 肖文玖       参谋长 熊奎
  - 第7团团长 陈仿仁      政治委员 李水清      参谋长 陆云辉
  - 第9团团长 王正川       政治委员 刘国梁      参谋长 刘光第
- 第12军分区司令员 覃国翰      政治委员 段苏权       参谋长 才山
  - 第8团政治委员 李瑞清
  - 第10团团长 王亢    政治委员 吴涛
  - 第40团团长 钟辉琨    政治委员 王启刚    参谋长 高坤山
- 第13军分区司令员 李运昌    政治委员 李楚离    参谋长 曾炳忠
  - 第11团团长 赵文进        政治委员吴宗鹏
  - 第12团团长 曾克林    政治委员兼政治处主任曾辉     参谋长欧阳波萍
  - 第13团团长 单德贵     政治委员兼政治处主任洪涛

1943年最后一次“扫荡”之后，日军无力再进行大规模扫荡。
1943年8月21日，北岳区公安局改为边区公安管理处，张国坚任处长，李天焕任副处长，下设秘书室、社会科、预审科、情报科、特务队、点线科、总务科、生产科；另设交通组等专业组和若干情报站。各专区设公安督察员，下辖各县公安科、县辖区设治安协助员、村正、副治安员。1944年1月31日，许建国任公安管理处处长，张国坚任副处长。

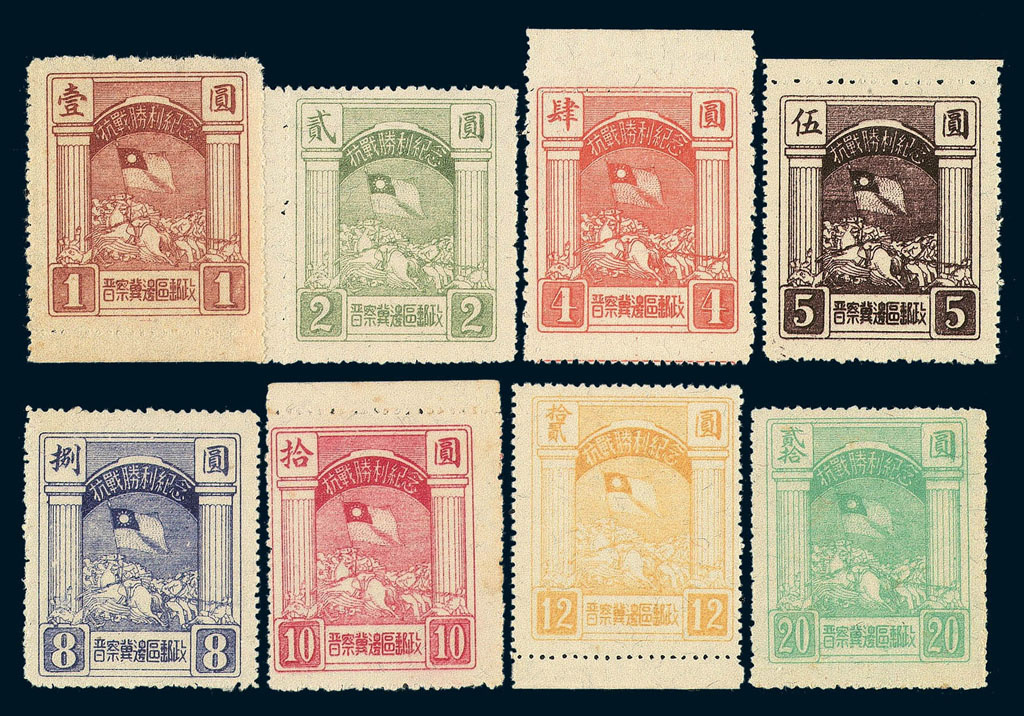
晋察冀边区邮政管理局发行的抗战胜利纪念邮票全套，中间绘有中华民国国旗（1945年）。

1945年大反攻作战中晋察冀军队包围北平、天津，占领张家口、承德、山海关等七十多座城市，正规军发展到32万余人，民兵发展到90余万人。8月日本宣布投降，抗日战争结束。

## 1945年后

晋察冀边区政府办公所旧址，原为蒙疆联合自治政府办公厅，拍摄于2016年7月，河北省张家口市。

1945年8月至10月，整编为9个纵队26个旅及1个教导师，约20万人。另有5个军区地方部队10.4万人。
1946年2月1日，中共《中央关于目前形势与任务的指示》（“二一指示”），指出“和平民主建设的新阶段”。晋察冀解放区立即开始贯彻执行大规模的精简整编，从边区到各区、县成立复原委员会，办理军队复员工作。晋察冀边区复员委员会由蔡树藩（军区政治部副主任）、柯庆施（边区行政委员会民政处处长）、陈守中（晋察冀中央分局组织部秘书长）、岳志坚（边区抗日联合会组织部部长）、王宗槐（军区政治部组织部部长）五人组成，蔡树藩、柯庆施为正副主任。1946年3月6日，中共《中央关于精兵简政的指示》，“第一期精简三分之一，并于3个月内完成”。1946年3月初，晋察冀中央局发布《关于复员工作的通知》和精简整编部队的指示。晋察冀军区于1946年3、4月间对部队进行第一次精简整编。晋察冀边区的复员工作至1946年6月完成。野战军从9个纵队26个旅（含杨得志苏振华第一纵队）缩减到4个纵队11个旅共51000人；地方部队编为6个军区21个军分区13个独立旅27个团，共15万余人。晋察冀总兵力减少了10多万人，其中野战军锐减了16.4万人。
- 晋察冀司令员兼政委：聂荣臻  副司令萧克  副政委刘澜涛 罗瑞卿 参谋长唐延杰   政治部主任朱良才
- 第一纵队 司令员杨得志  政委苏振华  参谋长卢绍武
  - 第1旅：辖第1、第2团。旅长杨俊生 政委邓存伦 参谋长李觉
  - 第2旅：辖第4、第5团。旅长： 尹先炳  副政委：戴润生  参谋长：王 晓
  - 第3旅：辖第7、第8团。旅长： 李东潮  政委： 陈云开  参谋长：詹世彬
- 冀察纵队 司令员：郭天民  政委： 郭天民（兼） 副司令员：韩伟  参谋长：韩伟（兼）
  - 第6旅：辖第16、第17、第18团。旅长肖应棠  政委龙道权
  - 第7旅：辖第19、第20、第21团。旅长： 肖文玖  副政委：李水清
  - 第8旅：辖第22、第23、第24团。旅长： 詹大南  政委： 刘国梁
- 冀中纵队 司令员：杨成武  政委： 李志民  副参谋长：陶汉章
  - 第11旅：旅长魏洪亮 政委帅荣 参谋长苏锦章。仅辖第33团（第32团并入第33团）。1946年5月，第11旅率领第33团、第13旅第38团回冀中，改编为冀中独立第8旅。
  - 第12旅：旅长周彪 政委漆远渥。辖第31团（延安教导2旅5团（前身是晋察冀4军分区第5团1944年1月调入晋察冀军区野战旅，1944年5月隶属教导第2旅）与杨成武纵队直属第40团、黄寿发纵队第1旅第81团合编）、第34团（编入第36团与黄寿发纵队第2旅独立二纵队各一部）、第35团（编入第36团与黄寿发纵队第2旅独立二纵队各一部）。
  - 第13旅：旅长易耀彩 政委王道邦。辖第32团（原第11旅第31团、延安教导二旅独立团（晋察冀军区独立团1944年1月调入晋察冀军区野战旅，1944年5月隶属教导第2旅）、杨成武纵队直属第41团合编）、第37团（编入黄寿发纵队第二旅73团）、第38（编入黄寿发纵队第二旅第76团一部分）、第39团（编入黄寿发纵队第二旅第76团一部分）。
- 冀晋纵队 司令员：陈正湘  政委： 胡耀邦  参谋长：唐子安
  - 第3旅：辖第1、第3、第10团。旅长： 邱蔚  政委： 傅崇碧
  - 第4旅：辖第5、第6、第11团。旅长： 陈仿仁  政委： 黄文明

各军区一般下辖2个独立旅：
- 冀晋军区
  - 独立第一旅：原冀晋纵队第2旅第6团、第2军分区独立第11团
  - 独立第二旅：原冀晋纵队第3旅第12团，第3军分区独5团，第4军分区独8、9团
- 冀察军区
  - 独立第四旅：原冀察纵队第6旅第18团、第11军分区独立团
  - 独立第五旅：原冀察纵队第8旅第22、24团
- 冀中军区
  - 独立第七旅：原第9军分区第38、46团
  - 独立第八旅：原冀中杨成武纵队第11旅第33团，第11军分区第72团，第9军分区第79团
- 冀东军区
  - 独立第十旅：原冀东纵队第12、14旅合编
  - 独立第十一旅：原冀东纵队第13旅
  - 独立第十二旅：原冀东纵队第11旅
- 热河军区
  - 独立第十三旅：原冀中黄寿发纵队第1旅旅部及62、71团，原冀晋赵尔陆纵队第2旅第4、5团合编为热河军区独立第2旅，后改称独立第13旅
  - 独立第十四旅：原冀晋赵尔陆纵队第3旅改编
- 热辽军区
  - 独立第十六旅：原热辽纵队第22旅、30旅合编为独立第1旅
  - 独立第十七旅：由独立第16旅分编。

1946年6月，晋察冀军区共有民兵91.7万余人。
1946年6月下旬国共内战全面爆发后，晋察冀军区由于此前的大规模复员，在全面内战初期处于劣势。孙连仲第十一战区、傅作义第十二战区、阎锡山第二战区以及杜聿明东北保安司令长官公署部署辽西进攻晋察冀的共计40多万，是晋察冀兵力的2倍，特别是国民党正规军15个军44个师35万人，是晋察冀的野战部队的近7倍。为了应对时局，晋察冀发起了“补兵归队”运动以试图扭转不利局势。1946年6月24日，成立晋察冀军区野战军，冀察纵队、冀中纵队、冀晋纵队改为第二、第三、第四纵队。
为执行中央的“三路四城”作战计划，1946年7月与晋绥联手发动了晋北战役和大同集宁战役。9月29日至10月12日张家口保卫战。晋察冀边区政府转移到阜平。1946年11月，开始扩军运动，各野战纵队由2个旅改为3个旅。1946年12月初，晋察冀军区撤销晋察冀野战军指挥机构，野战部队归晋察冀军区直辖。野战部队共3个纵队9个旅及军区炮兵团共7.7万人，地方部队9个旅连同各独立团共15.9万人，总兵力24万人。
1946年11月到1947年2月发动了易涞战役、满城战役、保南战役。1947年3月底到4月初，晋察冀中央局召开安国会议，研究如何扭转战局被动局面；冀热辽划归东北。1947年4月9日至5月4日发动正太战役（南线战役）。1947年5月重建了晋察冀野战军指挥机关，辖第2、第3、第4纵队、炮兵旅约12万人。冀晋军区辖独一旅、独二旅，察哈尔军区辖独四旅，冀中军区辖独八旅、独九旅，地方部队共6个独立旅总计37个团8.8万人。根据朱德1947年6月1日《关于晋察冀区军事工作处理情况向中央的报告》中指出的若干问题，特别是“上级指挥，各级都不满意”“即刻对以上的毛病，从组织上改变了指挥系统”：萧克回军区统一指挥军区工作，时任晋察冀军区参谋长赵尔陆兼后勤部长，军区副政委黄敬兼后勤部政委，统一供给、卫生、兵站、运输、交通、补充新兵、训练俘虏等工作，使野战军脱去后方勤务工作，割去大尾巴，不做生产，商店归公，只做打仗与训练；二纵司令员杨得志为野战军司令员，军区副政委兼政治部主任罗瑞卿为野战军政委，三纵司令员杨成武为野战军第二政委，统领3个野战纵队。1947年6月12日发动青沧战役。1947年6月25日发动保北战役。1947年8月、9月扩军补充野战纵队与独立旅。
1947年9月2日至12日发动大清河北战役。1947年10月清风店战役。1947年11月6日至12日石家庄战役。1947年12月2日，第六纵队拨归晋察冀野战军，晋察冀军区下辖北岳军区与冀中军区，各有一个纵队（第一纵队、第七纵队）。1948年3月21日至4月8日与晋绥军区联合察南绥东战役。
1948年5月9日，晋察冀边区政权与晋冀鲁豫边区政权合并，组成华北联合行政委员会，晋察冀边区建制撤销。

## 战果
在八年抗战中，边区军民和日伪作战32000余次，毙伤日伪军35万人，对抗日战争做出了重大贡献。来源请求在此边区军民创造了地雷战、地道战等一系列游击战法，被中共中央誉为“敌后模范的抗日根据地及统一战线的模范区”。

## 晋察冀边区行政委员会
1946年初，晋察冀边区参议会议长成仿吾，副议长于力。边区行政委员会主任宋劭文，民政处处长柯庆施。
1948年6月12日，晋察冀边区行政委员会与晋冀鲁豫边区政府正式合署办公，改称华北联合行政委员会，但该委员会未正式办公。9月26日，成立华北人民政府。27日，正式撤消晋冀鲁豫边区政府及晋察冀边区行政委员会。